# Bezoek rond tien uur
Bezoek rond tien uur is een hoorspel van Rolf Schneider. Besuch gegen zehn werd op 10 januari 1967 door de Westdeutscher Rundfunk uitgezonden en vertaald door Gérard van Kalmthout. De KRO zond het uit op dinsdag 18 juni 1968 in het programma Dinsdagavondtheater. De regisseur was Léon Povel. De uitzending duurde 45 minuten.

## Rolbezetting
- Paul van der Lek (een bezoeker)
- Frans Somers (de bezochte)
- Tom van Beek (een man)
- Gerrie Mantel (een dienstmeisje)

## Inhoud
Tasten wij eerst nog in het duister omtrent de identiteit van de betrokken personen, dan wordt ons gaandeweg duidelijk welke machten hier tegenover elkaar staan. Deze machtsstrijd heeft tot inzet de totale ondergang van een van beide partijen. Dit geestelijk duel op leven en dood is ze reëel, omdat het hier niet gaat om een door de schrijver geconstrueerde uitzonderlijke tegenstelling, maar om een controverse die veelvuldig voorkomt in alle geledingen van een onder dictatuur levende maatschappij. Er zijn voorbeelden te over van mensen die in het openbare leven een vooraanstaande plaats hebben veroverd, maar op een gegeven moment voor een harde keuze worden gesteld. Zij moeten ofwel capituleren voor het machtsvertoon van de vertegenwoordigers van een nieuw regime, ofwel de handschoen opnemen met alle risico’s van dien. Wie dit echter aandurft, moet een bijzonder sterke persoonlijkheid zijn. Hij mag zich ook niet misrekenen in de factoren die zijn machtspositie bepalen. Hij moet door zijn werk in een lange reeks van jaren een grote mensenkennis hebben verworven die hem in staat stelt de eigenlijke drijfveren van de tegenstander en diens werkelijke macht te doorgronden. Dit vereist inzicht, moed en doortastendheid op het moment dat hem figuurlijk het mes op de keel wordt gezet. Het is een boeiende ervaring het verloop van een dergelijk duel tussen aanvankelijk schijnbaar ongelijkwaardige tegenstanders te volgen.